# Hugues de France (1007-1025)
Pour les articles homonymes, voir Hugues de France et Hugues II.
Hugues de France (1007-1025), rarement nommé Hugues II, est le fils aîné de Robert II le Pieux et de Constance d'Arles. Il est roi associé en 1017.

## Biographie
Tout comme son père Hugues Capet l’avait fait en 987 et dans le même objectif de maintenir les robertiens aux commandes du royaume des Francs, Robert II, activement soutenu par son épouse, entreprit, à la fin des années 1010, d’associer Hugues au trône par le sacre.
Selon Ivan Gobry, qui renvoie au chroniqueur Raoul Glaber, les grands du royaume, sollicités par le roi en 1017, auraient exprimé leur réticence vis-à-vis de ce projet.
Mais à cette date, Robert II était, selon toute vraisemblance, en position de force : au début de l’année 1016, il contrôlait la province épiscopale de Langres et quelques mois plus tard, trois de ses principaux rivaux, voisins du domaine royal, les comtes d’Anjou, de Blois et du Maine, avaient vu leurs effectifs militaires respectifs considérablement réduits par la bataille de Pontlevoy pour le contrôle de la Touraine.
C’est également le moment où l’abbaye de Cluny, dans cette Bourgogne nouvellement conquise, cherche à étendre à l’ensemble du royaume le mouvement de la Paix de Dieu, lequel invite à une certaine stabilité institutionnelle.
Le 9 juin 1017, Hugues est donc sacré par l’archevêque de Reims, à Compiègne, dans l’abbatiale Saint-Corneille, en présence des grands féodaux du royaume. Il est alors âgé de dix ans.
Dans les années de formation qui suivirent, selon Raoul Glaber, Hugues fut soumis par la reine Constance à un traitement très dur et très humiliant que le roi n’a pas freiné.
La sévérité et les privations furent telles que dans le courant de l’année 1025, alors que Robert II tentait de conquérir la Lorraine, Hugues, alors adulte, a rassemblé autour de lui des compagnons avec lesquels il se lança dans une campagne de pillage des biens appartenant à son père.
C’est l’évêque Fulbert de Chartres qui, désolé de voir ce jeune roi n’avoir aucun moyen de le défendre contre les attaques du seigneur de Châteaudun, défendit sa cause auprès du roi, au-travers d’une lettre.
D’après Christian Pfister, Hugues rentra alors en grâce, mais le jeune roi Hugues meurt le 17 septembre 1025, des suites, selon Yvan Gobry, d'une courte maladie.
Sa dépouille est inhumée à l'endroit où le jeune roi avait été sacré, dans l'abbaye Saint-Corneille, laquelle reçoit, de la part de la reine Constance, un très important bénéfice dans l'ancien domaine carolingien de Verberie, en échange des prières que le moines prononceront pour le repos de son fils.
Hugues ne s'est pas marié et ne laisse pas de descendance connue. C'est alors son frère Henri qui devient roi associé, et qui succédera effectivement à leur père, en 1031.

## À rapprocher
Hugues de France n'est pas le seul fils aîné d'un roi capétien direct à mourir prématurément. Ainsi, le jeune prince Philippe, fils de Louis VI le Gros (1081-1137), petit-neveu d'Hugues) et d'Adélaïde de Savoie (1100-1154), lui aussi associé au trône en 1129, mourut deux ans plus tard, à l'âge de 15 ans, en tombant de son cheval, perturbé par la présence d'un cochon sur son chemin.
Le prénom Hugues fut encore donné à deux princes royaux : son propre frère Henri Ier nomma ainsi son second fils qui fonda la maison capétienne de Vermandois et se maria avec Adèle de Vermandois, la petite fille de Raoul de Crépy, lui-même le second mari d'Anne de Kiev (la mère d'Hugues), et Louis VI le Gros l'attribua à son quatrième fils, né vers 1122 et mort jeune.